# Ito Wataru
Wataru Ito là một cầu thủ bóng đá người Nhật Bản.

## Sự nghiệp câu lạc bộ
Wataru Ito đã từng chơi cho Nagoya Grampus Eight.